# Turn Up the Radio
«Turn Up the Radio» es una canción interpretada por la artista estadounidense Madonna, publicada el 5 de agosto de 2012 como el cuarto y último sencillo de su duodécimo álbum de estudio, MDNA (2012). Madonna la compuso junto a Martin Solveig, Michael Tordjman y Jade Williams. Es un tema dance con algunas influencias de pop y electrónica. Es una canción sobre el poder de la música, y en la letra Madonna suplica al oyente a dejarse llevar por un momento, para alejarse de todo el mundo a través de la música. Es la cuarta pista del álbum. El tema obtuvo críticas mayoritariamente positivas, aunque el contenido de la letra fue considerado como «cliché».

## Antecedentes y lanzamiento
Madonna, Martin Solveig, Michael Tordjman y Jade Williams compusieron «Turn Up The Radio». Originalmente fue grabada para ser incluida como parte del quinto álbum de estudio de Solveig, Smash. Sin embargo, la canción fue dejada de lado a partir de la creación de otro tema llamado «Let's Not Play Games». A pesar de que el tema no fue incluido en el álbum de Solveig, él lo interpretó en directo. En julio de 2011, Madonna invitó a Solveig a una sesión de composición de temas en Londres. Esta sesión tuvo como resultado la creación de tres canciones para MDNA, entre ellas «Turn Up The Radio».

## Vídeo musical
El vídeo musical fue grabado en Florencia, Italia entre los días 18 y 19 de junio de 2012. Tom Munro dirigió el vídeo, el mismo quien dirigió «Give It 2 Me» de Hard Candy en 2008. El vídeo se estrenó el 16 de julio de 2012, con un avance lanzado el 13 de julio.

## Presentación en directo

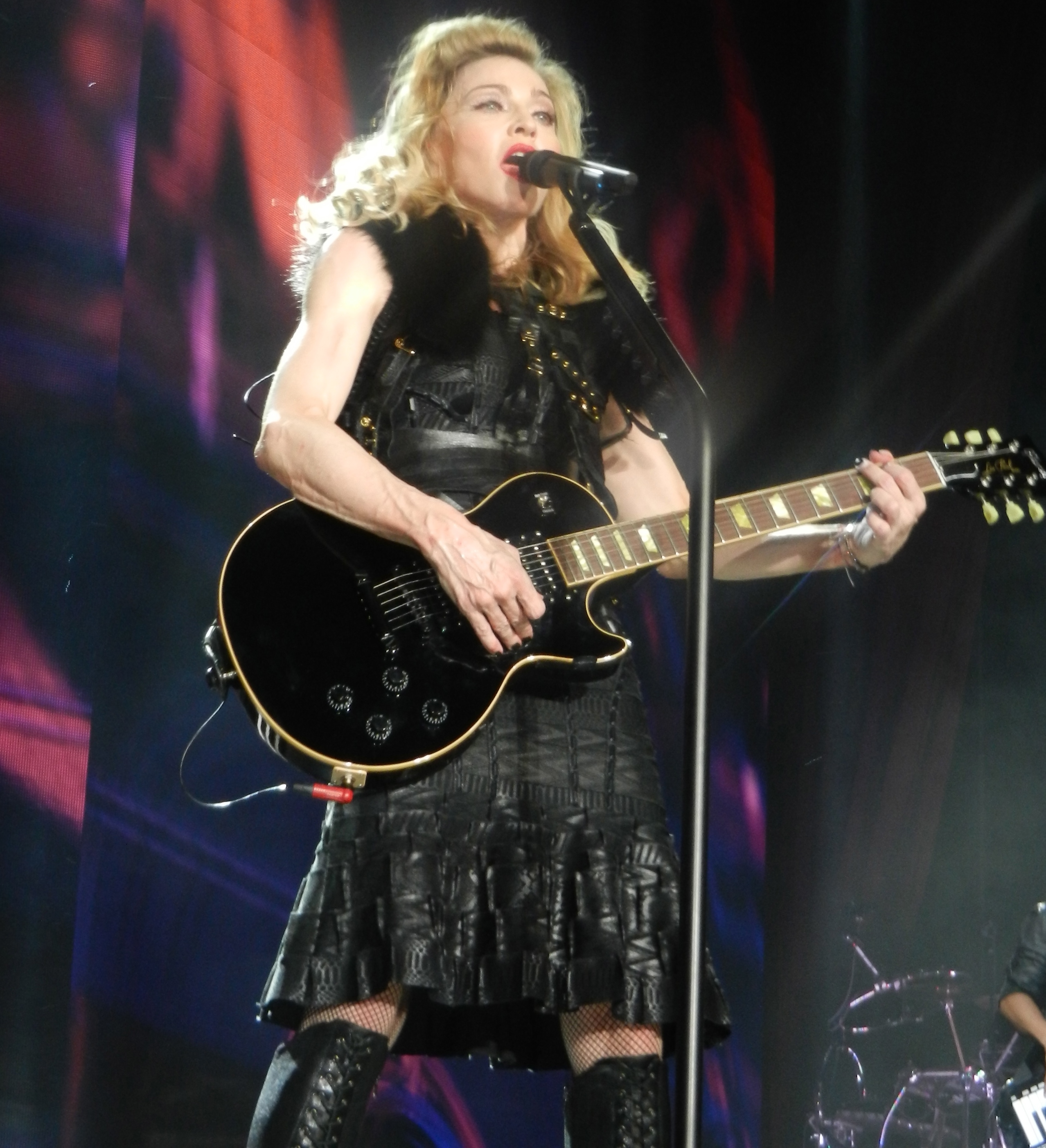
Madonna interpretando «Turn Up the Radio» en un concierto de la gira The MDNA Tour (2012)

Madonna cantó «Turn Up the Radio» en su gira de 2012 The MDNA Tour como la tercera canción del segundo acto. Tras interpretar la remezcla de «Give Me All Your Luvin'» hecha por Just Blaze, la intérprete deja el escenario para un cambio de vestuario. Luego apareció en un vídeo extractos de sus sencillos «Holiday», «Into the Groove», «Lucky Star», «Like a Vigin», «4 Minutes», «Ray of Light» y «Music». Madonna apareció en el escenario mientras usaba un vestido negro y llevaba una guitarra mientras la remezcla de Leo Zero se escuchaba.

## Formatos
1. «Turn Up The Radio» (Leo Zero Remix) – 7:23
2. «Turn Up The Radio» (Leo Zero Dub) – 7:22
3. «Turn Up The Radio» (Richard Vission Speakers Blow Remix) – 6:16
4. «Turn Up The Radio» (Richard Vission Speakers Blow Dub) – 5:47
5. «Turn Up The Radio» (Marco V Remix) – 5:48
6. «Turn Up The Radio» (R3hab's Surrender Remix) – 5:46
7. «Turn Up The Radio» (Offer Nissim Club Mix) – 7:28

- EP de remezclas digitales/Sencillo promocional en CD[6]

1. «Turn Up the Radio» (Offer Nissim Remix) — 7:28
2. «Turn Up the Radio» (Martin Solveig Club Mix) — 5:31
3. «Turn Up the Radio» (R3hab Remix) — 5:41
4. «Turn Up the Radio» (Madonna vs. Laidback Luke con Far East Movement) — 3:23

## Posicionamiento en listas
| País              | Lista (2012)             | Mejor posición |
| ----------------- | ------------------------ | -------------- |
| Bélgica (Flandes) | Ultratip                 | 20             |
| Bélgica (Valonia) | Ultratip                 | 13             |
| Brasil            | Brasil Hot 100 Airplay   | 65             |
| Corea del Sur     | Gaon International Chart | 125            |
| Croacia           | Airplay Radio Chart      | 6              |
| España            | PROMUSICAE               | 30             |
| Estados Unidos    | Dance Club Songs         | 1              |
| Japón             | Japan Hot 100            | 35             |
| Reino Unido       | UK Singles Chart         | 175            |
| Rumania           | Romanian Top 100         | 84             |

| País (Lista)                      | Posición |
| --------------------------------- | -------- |
| Estados Unidos (Dance Club Songs) | 33       |